# Насадкино
Наса́дкино (рос. Насадкино) — присілок у складі Дмитровського міського округу Московської області, Росія.

## Населення
Населення — 803 особи (2010; 698 у 2002).
Національний склад (станом на 2002 рік):
- росіяни — 94 %